# Trigonophorus foveiceps
Trigonophorus foveiceps är en skalbaggsart som beskrevs av Raffaello Gestro 1888. Trigonophorus foveiceps ingår i släktet Trigonophorus och familjen Cetoniidae. Inga underarter finns listade i Catalogue of Life.